# بیدیتا باگ
بیدیتا باگ (انگلیسی: Bidita Bag)؛ (زادهٔ ۳۰ سپتامبر ۱۹۹۱) بازیگر و مدل هندی است. او بیشتر به خاطر گرایش به حضور در فیلم‌های سیاسی-اجتماعی معروف است.

## فیلم‌شناسی
| سال  | نام فیلم      | نقش          | زبان         | نکات                       | مرجع   |
| ---- | ------------- | ------------ | ------------ | -------------------------- | ------ |
| ۲۰۱۶ | یکبار دیگر    | میرا         | هندی/انگلیسی | پخش وب نتفلیکس             | [ ۷ ]  |
| ۲۰۱۹ | دختر شعله     | ریشما پاتان  | هندی         | پخش وب زی ۵                | [ ۸ ]  |
| ۲۰۲۱ | سه دو پنج     | پریانکا ساهو | هندی         | پخش وب دیزنی پلاس هات‌استار | [ ۹ ]  |
| ۲۰۲۲ | پلن ای پلن بی | رانجهون چوگل | هندی         | پخش نتفلیکس                | [ ۱۰ ] |